# Царска чешма (Разлог)
Царската чешма е историческа постройка в град Разлог, България.

## Местоположение
Чешмата е разположена в малкото паркче пред Историческия музей.

## История
Чешмата-паметник е част от кампанията на правителството на Андрей Ляпчев за повдигане на националния дух след двете национални катастрофи в 1913 и в 1918 година, както и серията кръвопролития в страната след 1923 година. В края на март 1928 година правителството отпуска 4 милиона лева за национални мероприятия, наречени „Свещеният огън на българските царе“. Инициативата е посветена на 1000 години от смъртта на Симеон I Велики (927). Мероприятията са назначени за 1929 година, за да се съчетаят с протести за 10 години от Ньойския договор и празнуване на 10 години от възкачването на трона цар Борис III.
Първоначалното местоположение на чешмата е на централния площад на града. Тя е двустранна – с два чучура от двете страни и каменни корита. Лицето на чешмата е обърнато към площада и представлява три книги от бял мрамор, свързани с лавров венец, а украсата е отлята от бял цимент с изпъкнал релеф. На средната книга пише 927 – годината на смъртта на цар Симеон Велики, а над нея има факел. На лявата книга пише 1877 – годината на избухване на Руско-турската освободителна война, а на дясната 1927. По-късно, вероятно при честванията в 1941 година на лявата книга под годината е добавен надпис „Просвѣтата е основа на свободата“, а на дясната „Духовната мощь на народа е залогъ за свободата“. Двете странични години са обрамчени от маслинови клонки, свързани отдолу с лента. Под чучура е имало карта на Симеонова България.
След Деветосептемврийския преврат в 1944 година и установяването на комунистическата диктатура, вероятно около 1950 година, чешмата е махната, като символ на великобългаризъм. Между 1955 и 1958 година чешмата е поставена в парка пред музея, първо до паметника на Кръстовденци, а по-късно на сегашното си място, но са премахнати картата на Симеонова България и второто лице. Очевидно преместването на чешмата е свързано с откриването на музея в 1957 година.